# Chavo Guerrero Jr.
Salvador Guerrero IV (* 20. října 1970 El Paso), známější jako Chavo Guerrero a Chavo Guerrero Jr, je americký profesionální wrestler. Proslavil se díky působením ve World Championship Wrestling (WCW), World Wrestling Federation/Entertainment (WWF/WWE), Total Nonstop Action Wrestling (TNA) nebo All Elite Wrestling (AEW).

## Mládí
Narodil se a vyrůstal v texaském El Pasu. Již od dětství se věnoval wrestlingu, často sledoval zápasy svých příbuzných. Jeho největší vzor byl jeho strýc, známý profesionální wrestler, Eddie Guerrero.

## Osobní život
Se svou ženou Shari se oženil v roce 1998. Mají spolu dva syny.
V roce 2007 byl obviněn z používání steroidů.
V červenci 2016 byl on a jeho otec součástí hromadné žaloby podané proti WWE. Ta tvrdila, že zápasníci během svého působení utrpěli vážná poranění mozku. Žaloba byla v září roku 2018 zamítnuta.

## Ocenění
| Rok  | Ocenění                            | Kategorie         | Dílo           | Výsledek | Ref.  |
| ---- | ---------------------------------- | ----------------- | -------------- | -------- | ----- |
| 2023 | St. Louis Film Critics Association | Nejlepší kaskadér | Železní bratři | Nominace | [ 5 ] |

## Úspěchy a šampionáty
- AAA
  - Lucha Libre World Cup (2016) – s Brianem Cagem a Johnnym Mundonem
- Cauliflower Alley Club
  - Men's Wrestling Award (2008)
- Fortitude Wrestling Entertainment
  - FWE Heavyweight Championship (1x)
- Imperial Wrestling Revolution/World Class Revolution
  - IWR/WCR Heavyweight Championship (1x)
- Lucha Underground
  - Lucha Underground Gift of the Gods Championship (1x)
- Pro Wrestling Illustrated
  - Ranked No. 17 of the top 500 singles wrestlers of the PWI 500 in 2004
  - Ranked No. 385 of the 500 best singles wrestlers of the PWI Years in 2003
- Ring Ka King
  - RKK Tag Team Championship (1x) – s Bulldog Hart
  - RKK Tag Team Championship Tournament (2011) – s Bulldog Hart
- Total Nonstop Action Wrestling
  - TNA World Tag Team Championship (2x) – s Hernandezem
  - Feast or Fired (2013)
- Vendetta Pro Wrestling
  - Vendetta Pro Heavyweight Championship (1x)
  - Vendetty Award (2014)
- World Class Revolution
  - WCR Heavyweight Championship (1x)
- World Championship Wrestling
  - WCW Cruiserweight Championship (2x)
  - WCW World Tag Team Championship (1x) – s Corporal Cajunem
- World Wrestling Council
  - WWC Caribbean Heavyweight Championship (1x)
- World Wrestling Entertainment
  - ECW Championship (1x)
  - WWE Cruiserweight Championship (4x)
  - WWE Tag Team Championship (2x) – s Eddiem Guerrerem
- Wrestling Observer Newsletter
  - Tag Team of the Year (2002) s Eddiem Guerrerem
  - Worst Feud of the Year (2009) vs. Hornswoggle
- WrestleCrap
  - Gooker Award (2009)
- Other titles
  - Talk 'N Shop A Mania 24/7 Championship (1x)